# Louise (canción de Bonnie Tyler)
«Louise» es una canción grabada por la cantante galesa Bonnie Tyler por su decimoquinto álbum de estudio, Wings (2005). La canción fue escrita por Tyler y Paul D. Fitzgerald, y producida por Jean Lacene (bajo el alias de «John Stage»). La canción fue lanzada como el primer sencillo de Wings, primero como un sencillo promocional en 2005, y como un sencillo oficial, el 19 de junio de 2006 por Stick Music. 
La canción no tuvo éxito comercial, pero fue el primer sencillo que Tyler auto-escribió. También grabó la canción en francés. El vídeo musical fue grabado en Túnez y lanzado en el 2006 en CD.

## Composición
«Louise» fue escrita por Bonnie Tyler y el compositor francés Paul D. Fitzgerald. Tyler promocionó su álbum Wings en un programa de televisión del Reino Unido titulado El Show. Cuando Tyler escuchó por primera vez el proyecto elaborado por Fitzgerald, estaba impresionada. «Es una canción muy hermosa, es realmente brillante», comentó Tyler.
En la portada del álbum, dos líneas de la primera estrofa de «Louise» se escriben, aunque no aparecen en la versión oficial de la canción. Sin embargo el material adicional se puede encontrar en línea.

## Vídeo musical
El vídeo musical fue filmado en MV Ydra (un antiguo naufragio griego) en la costa de Túnez, cerca de la ciudad de Bizerta. Un breve extracto de Tyler filmando dentro de la nave, fue lanzada en 2007 su DVD Bonnie en Tour. Un artista de maquillaje fue contratado por el video y visitó Tyler en su habitación del hotel a las 5:30 AM, aunque no le gusto el trabajo que el artista había hecho y lo hizo ella misma.

## Posicionamiento en listas
| País    | Mejor posición |
| ------- | -------------- |
| Polonia | 7              |
| Francia | 20             |

## Lanzamiento
En 2005, «Louise» fue lanzado como un sencillo promocional en Francia junto con el álbum. Luego, en 2006, Wings fue relanzado en el Reino Unido y el sencillo fue lanzado en un segundo disco.
Lanzamiento promocional(2005)

| N.º | Título                       | Escritor(es)                     | Duración |  |
| 1.  | «Louise» (Versión del álbum) | Paul D. Fitzgerald, Bonnie Tyler | 3:48     |  |
| 2.  | «Louise» (Versión francesa)  | Fitzgerald, Tyler                | 3:45     |  |

Lanzamiento del sencillo (2006)

| N.º | Título                                              | Escritor(es)                     | Duración |  |
| 1.  | «Louise» (Versión del álbum)                        | Paul D. Fitzgerald, Bonnie Tyler | 3:48     |  |
| 2.  | «Hold Out Your Heart» (En vivo en La Cigale, París) | Fitzgerald, Tyler                | 4:00     |  |
| 3.  | «Louise» (Vídeo musical)                            | Fitzgerald, Tyler                | 3:40     |  |
| 4.  | «Driving Me Crazy» (En vivo en La Cigale, París)    | Fitzgerald, Tyler                | 3:45     |  |